# 斗神姬
《斗神姬》是由七灵石制作的动画。于2021年10月11日开始在bilibili和优酷播出，2021年10月12日开始在TOKYO MX播出。
同年11月19日开始至2022年1月9日，前日谈小说于官网公开。

## 简介
2018年中国国际动漫游戏博览会上，七灵石公布了PV和视觉图。
2020年11月20日，2021优酷动漫片单发布，《斗神姬》位列其中。
2020年11月21日，在bilibili国创动画作品发布会上宣布《斗神姬》将作为2020年的重点项目进行制作。
2021年10月5日，以为名宣布将于10月12日在TOKYO MX播出，但其实为《斗神姬》的日语配音版。
2021年10月11日，于bilibili和优酷双平台开始播出，首日两集连播。

## 登場人物
聲優的順序為日文配音／中文配音。
南宮麗香（聲：高橋李依／山新）
本作主角。16歲。
露娜（聲：洲崎綾／赵双）
朱迪斯（聲：石原夏織／叶知秋）
爱尔纳（聲：五十嵐裕美／阎么么）
艾尔（聲：仲田亞理沙／闫夜桥）
南宮麗雨（聲：竹達彩奈／杨凝）
吉崎美咲（聲：东城日沙子／黑特）
南宮嚴（聲：星野贵纪／陳思宇）
南宮麗香和南宮麗雨的父親。
王梨花（聲：大原沙耶香／乔菲菲）
南宮麗香和南宮麗雨的母親。

## 制作人员
- 总导演：龚震华
- 原案、系列构成：山崎理
- 角色原案：Erimo
- 人物设计：沈霏、福岛达也
- 道具设计：小林多加志
- 机械设定：森木靖泰、石垣纯哉
- 脚本：大野木宽、堺三保、广田光毅
- 音乐：成田旬、ISAO
- 联合出品：bilibili、优酷、七灵石动画
- 动画制作：七灵石动画

## 主题曲

### 中配版
片头曲“你的光芒”
演唱：贾甲
作词：贾甲
作曲：Cloud22
片尾曲“夕阳下的回忆”
演唱：贾甲
作词：贾甲
作曲：Cloud22
插入曲“向往天际”(第1话)
作词：贾甲
作曲：A.K.A.I
演唱：贾甲

### 日配版
片头曲
演唱：
作词：セツコ
作曲：
编曲：
片尾曲“Galactic Wind”
演唱：MARiA
作词：メイリア
作曲、编曲：toku
插入曲(第1话)
演唱：
作词：HH
作曲、编曲：A.K.A.I

## 分集列表
| 话数   | 中文标题         | 日文标题 |
| ------ | ---------------- | -------- |
| 第1话  | 斗神机           |          |
| 第2话  | 斗神姬部队       |          |
| 第3话  | 奔向宇宙         |          |
| 第4话  | 月球上的墓碑     |          |
| 第5话  | 叛逆             |          |
| 第6话  | 红色星球上的遗迹 |          |
| 第7话  | 梦境中的宇宙     |          |
| 第8话  | 深海的乾闼婆     |          |
| 第9话  | 异次元来的使者   |          |
| 第10话 | 大赤斑攻防战     |          |
| 第11话 | 复活的巨人       |          |
| 第12话 | 人类的决断       |          |